# Поликарпов И-1
Поликарпов И-1 «истребитель первый» (прототипы ИЛ-400 и ИЛ-400бис) — первый одноместный истребитель-моноплан собственной советской конструкции и постройки с импортным двигателем, разработанный в 1923 году в Конструкторском бюро Государственного авиазавода № 1 в Москве под руководством советского авиаконструктора Николая Поликарпова под двигатель «Либерти» мощностью в 400 л. с. (отсюда «истребитель с мотором Либерти» ИЛ-400).

## Истребитель ИЛ-400 прототип
Прототип «истребитель Либерти 400 л. с.» ИЛ-400 был создан в Конструкторском бюро Государственного авиационного завода № 1 (КБ ГАЗ № 1) в Москве под руководством инженера-авиаконструктора Николая Николаевича Поликарпова весной 1923 года.
Спроектирован под импортный поршневой двигатель «Либерти» водяного охлаждения мощностью 400 л. с. как одноместная машина, свободнонесущий низкоплан смешанной дерево-полотняной конструкции.
15 августа 1923 года опытный самолёт ИЛ-400, так же именовавшегося в документах ИЛ-400а или ИЛ-1, в первом полёте потерпел аварию. Лётчик-испытатель Константин Арцеулов, пилотировавший машину, остался жив.

## Истребитель ИЛ-400б прототип
Продувка модели ИЛ-400 в аэродинамической трубе ЦАГИ обнаружила грубую ошибку главного авиаконструктора Николая Поликарпова: была нарушена центровка планера. Модель самолёта в процессе продувки резко задирала нос и начинала кувыркаться в воздухе.
Конструкторы и инженеры кардинально изменили конструкцию самолёта: был смещён двигатель, увеличены площадь крыла и хвостового оперения, заменён радиатор охлаждения двигателя. Результатом переделок стал фактически новый самолёт, получивший обозначение ИЛ-400б.
Весной 1924 года испытания второго прототипа ИЛ-400б (ИЛ-2) на Центральном Московском аэродроме (бывший Ходынский аэродром) осуществляли лётчики-испытатели А. И. Жуков и А. Н. Екатов. Самолёт был признан годным для запуска в серийное производство.

## Истребитель И-1. Конструкция
Одномоторный одноместный лёгкий самолёт свободнонесущий низкоплан с неубирающимся в полёте шасси и открытой кабиной пилота.
Планер представляет собой монокок и крылья смешанной дерево-полотняной конструкции. Крылья свободнонесущие типа низкоплан.
Шасси конструктивно два колеса и костыль в кормовой части. Колёса крепятся жёстко на раме, смонтированной на фюзеляже.
Конструкция шасси и костыль позволяют эксплуатировать самолёт на полевых аэродромах с твёрдым грунтом.
Оснащён двухлопастным тянущим деревянным винтом фиксированного шага (ВФШ). Винт рассчитан на один режим полёта.
Кабина одноместная, открытая.
Пулемёты устанавливаются в крылья для поражения целей в передней полусфере.

## Серийное производство
Эталон И-1 (ИЛ-3) с заводским номером 2888 был собран в феврале 1926 года. На Государственном авиационном заводе № 1 в Москве к 1 апреля 1927 года было построено еще 11 серийных машин с различными изменениями в конструкции (№№ 2889 — 2899).
В серийной модели был изменён радиатор и установлено вооружение: 2 синхронных пулемёта Виккерс.
В процессе серийной постройки истребителя И-1 (ИЛ-400б) на Государственном авиационном заводе № 1 Николай Поликарпов вносил в конструкцию самолёта различные изменения; — даже серийные машины имели 3 конструктивных варианта.
После доработок скорость серийного истребителя достигала 264 км/ч. Самолёт И-1 (ИЛ-400б) на некоторых режимах полёта обнаружил тенденцию сваливания в штопор.
При испытаниях на штопор истребитель И-1 (ИЛ-400б) был признан опасным для пилотирования строевыми лётчиками низкой квалификации и не был принят на вооружение Военно-воздушных сил РККА.
Лётчик-испытатель Михаил Громов 23 июня 1927 впервые в СССР выбросился с парашютом из истребителя И-1 (ИЛ-400б), после того, как ему не удалось вывести машину из штопора.
По мнению российского советского авиаконструктора, эксперта и историка авиации В. Б. Шаврова ИЛ-400б — первый в мире истребитель — свободнонесущий низкоплан, строившийся серийно.

## Тактико-технические характеристики
Приведённые характеристики соответствуют модификации ИЛ-400б.
Источник данных: Andersson, 1994 г.; Шавров, 1985 г.

Технические характеристики
- Экипаж: 1
- Длина: 7,8 м
- Размах крыла: 10,8 м
- Высота: 2,95 м
- Площадь крыла: 20,0 м²
- Масса пустого: 1112 кг
- Нормальная взлётная масса: 1510 кг
- Масса топлива во внутренних баках: 230 кг
- Силовая установка: 1 × 12-цилиндровый V-образный жидкостного охлаждения Liberty L-12
- Мощность двигателей: 1 × 400 л. с. (1 × 294 кВт)

Лётные характеристики
- Максимальная скорость: 274 км/ч (у земли)
- Посадочная скорость: 100 км/ч
- Практическая дальность: 650 км
- Практический потолок: 6750 м
- Время набора высоты: 1000 м за 1,9 мин
- Продолжительность полёта: 2,5 ч
- Нагрузка на крыло: 75,0 кг/м²
- Тяговооружённость: 199 Вт/кг

Вооружение
- Стрелково-пушечное: 2 × 7,62 мм пулемёта ПВ-1